# Сайдуллин, Игорь Вячеславович
И́горь Вячесла́вович Сайду́ллин (род. 10 июля 1993, Каменск-Уральский, Свердловская область) — российский гонщик, выступающий в мотогонках на льду. Мастер спорта России. Чемпион Европы по мотогонкам на льду, трёхкратный чемпион России в командном зачёте.

## Биография
С 6 лет занимается мотокроссом, с 15 — мотогонками на льду в родном городе Каменске-Уральском. Тренировался у Сергея Щербинина. В сезоне 2009/2010 дебютировал в официальных соревнованиях в юниорской команде «Региональный центр». Уже в следующем сезоне 2010/2011 стал бронзовым призёром личного юниорского первенства страны, а в 2011/2012 дебютировал во взрослом составе «Регцентра» в КЧР.
Перед сезоном 2013 года перешёл в тольяттинскую «Мега-Ладу», в составе которой добился основных успехов: в сезоне 2013 года выиграл личный и командный чемпионат России среди юниоров, Суперлигу чемпионата России, а также стал чемпионом Европы, обойдя в решающем заезде многократного чемпиона мира Николая Красникова.
В 2016 году снова стал чемпионом России в составе «Мега-Лады».
В 2006—2011 гг. также принимал участие в юниорских соревнованиях по классическому спидвею (призёр личных и командных юношеских чемпионатов России, участник ЛЧРЮ и КЧРЮ в составе «Сибири»).
В сезоне 2017—2018 Сайдуллин участвовал в Командном чемпионате России по мотогонкам на льду в высшей лиге за казахский Сокол. В сезоне 2018-2019 вернулся в «Мега-Ладу», в 2019/20 — в команду ЦТВС ДОСААФ из Каменск-Уральского.

## Семья
Младший брат Евгений Сайдуллин также занимается мотогонками на льду и спидвеем в составе «Мега-Лады».

## Достижения

### Достижения в России
- Чемпионат России по мотогонкам на льду среди юниоров:

в личном зачёте — 3 место (2011), 1 место (2013, 2014)
в командном зачёте — 3 место (2011), 2 место (2012, 2014), 1 место (2013)
- Чемпионат России по мотогонкам на льду:

в командном зачёте — 1 место (2013, 2016, 2019), 2 место (2014, 2015, 2017), 3 место (2020, 2021)
- Кубок России — 3 место (2012)

### Достижения на международных соревнованиях
ЛЧЕ — 1 место (2013), 12 место (2016, резерв трека)

### Прочие соревнования
Мемориал Вячеслава Дубинина — 1 место (2012, Новосибирск)